# Lange Munte (Scheldewindeke)

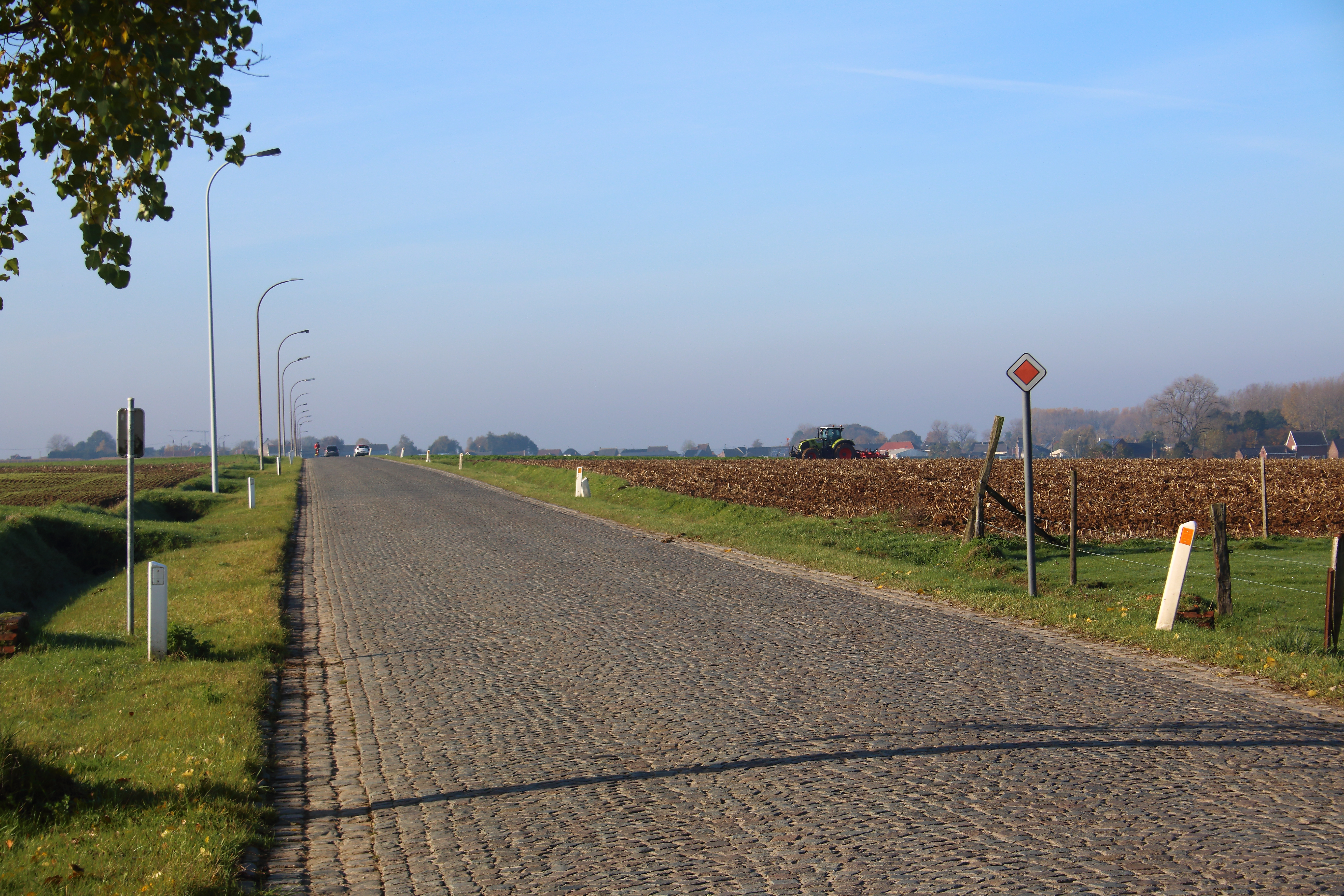
De Lange Munte

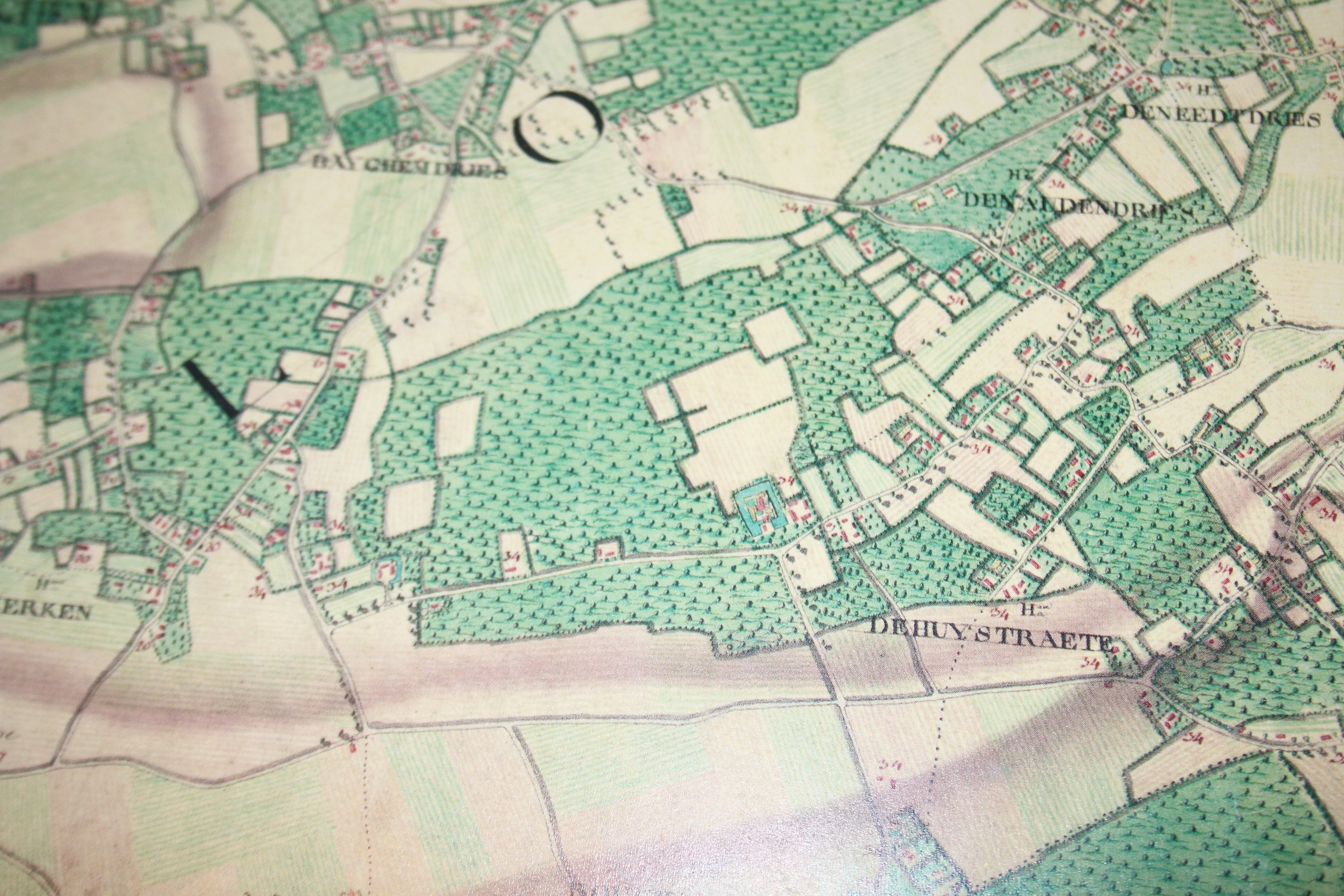
Ferrariskaart

De Lange Munte is een straat in de Belgische plaats Scheldewindeke. De straat is een onderdeel van de N415 tussen Oosterzele en Brakel. Het noordoostelijk stuk van de Lange Munte is een asfaltweg, het zuidwestelijk stuk een kasseiweg, die als kasseiweg nog verder loopt als de Staatsbaan in Gavere.

## Geschiedenis
De Lange Munte is een onderdeel van een oude landelijke verbindingsweg tussen Dendermonde en Oudenaarde. Deze weg werd van Scheldewindeke tot Meilegem aangelegd boven op een langgerekte kouterrug. Het tracé was al aangeduid op de Ferrariskaart uit de jaren 1770.
De weg werd voor de Tweede Wereldoorlog met kasseien in boogverband bestraat. De Lange Munte, en in het verlengde de Staatsbaan, werd in 1996 als monument beschermd.

## Het vliegveld van Scheldewindeke

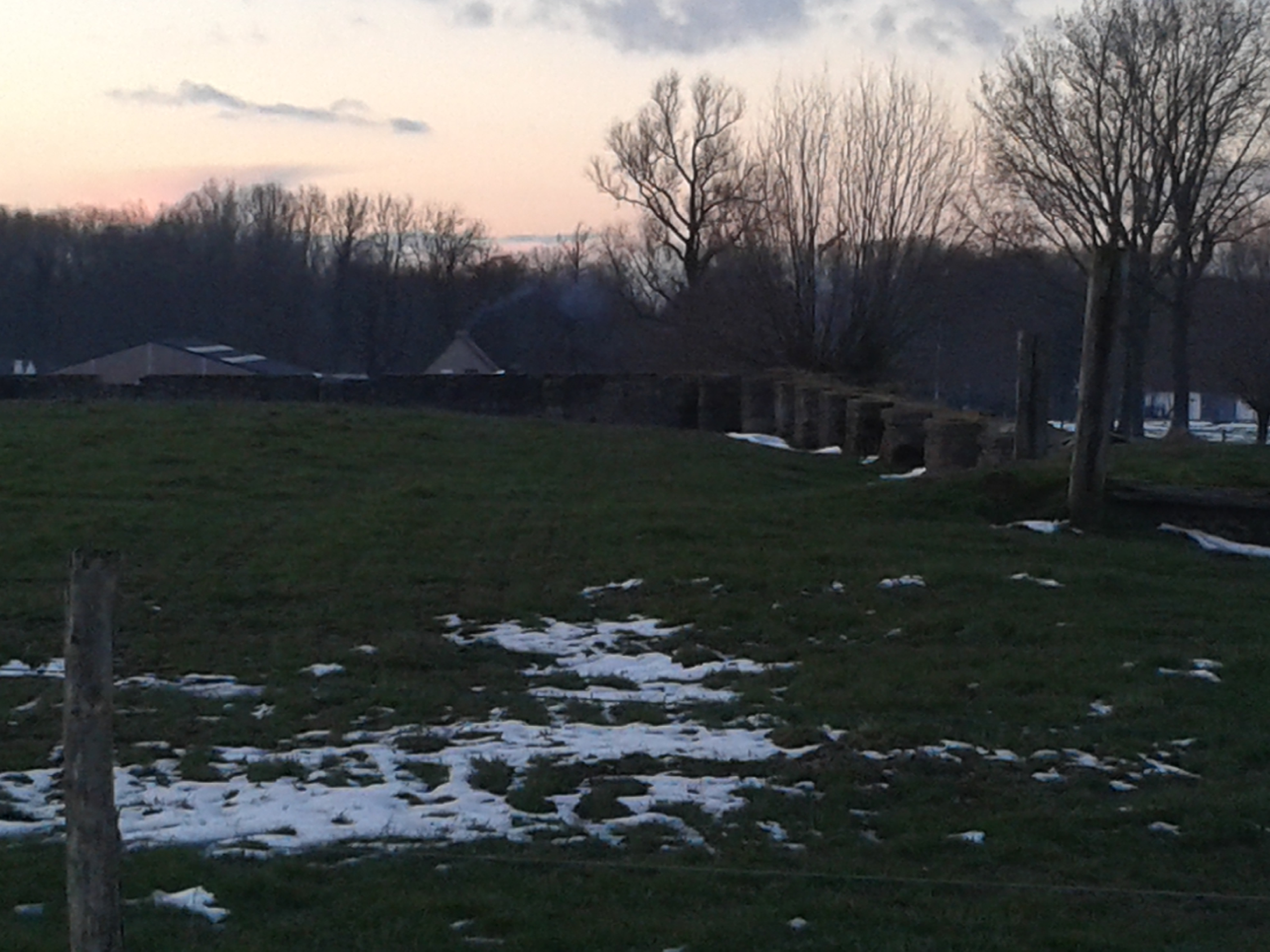
Overblijfselen Eisernen Halle

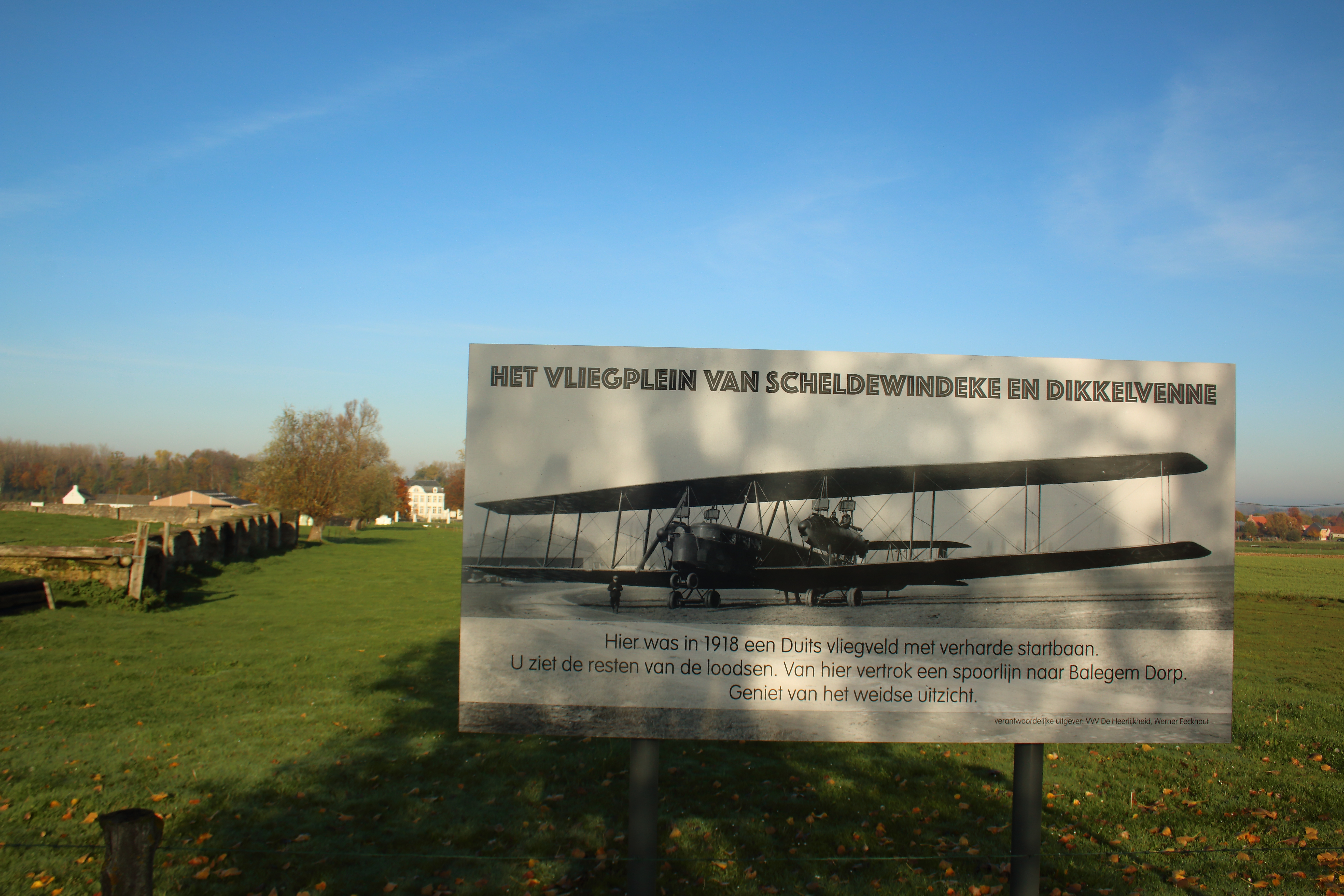
Het Duitse vliegveld uit WOI

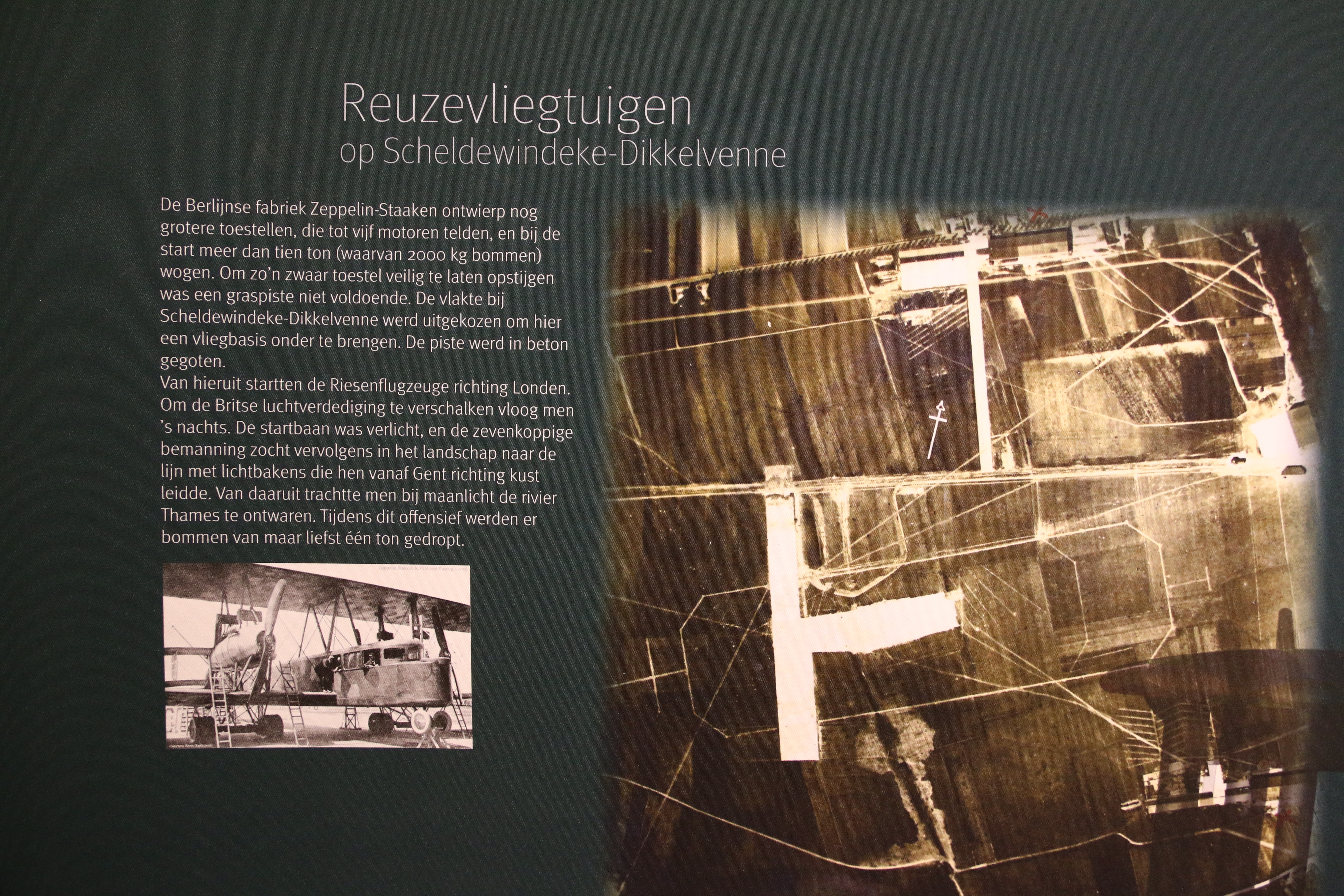

Het vliegveld van Scheldewindeke werd door de Duitse bezetter aangelegd tijdens de Eerste Wereldoorlog in de lente van 1917. Het was gelegen langs de huidige kasseiweg de Lange Munte. De (verlichte) start- en landingsbanen lagen ten zuiden van de Lange Munte links van de Munckbosstraat. Op de hoek tussen de Lange Munte en de dreef naar het Blauw Kasteel lag een gebetonneerd plein voor de loods de "Eisernen Halle", hiervan zijn heden nog de betonnen funderingsrestanten terug te vinden. Er was zelfs een spoorlijn komende vanuit Balegem voor de aanvoer van munitie en brandstof. Op 17 februari 1918 startte de eerste aanval met een reuzenbommenwerper vanuit Scheldewindeke met bestemming Londen. Vanaf 7 maart 1918 werd de volledige vloot van zes Riesenflugzeuge ingezet. Op 9 mei 1918 sloegen drie Riesenflugzeuge bij terugkeer van hun missie in de dichte mist te pletter.Het vliegveld werd na de Eerste Wereldoorlog niet meer gebruikt. Het enige nog gekende wapenfeit na de Eerste Wereldoorlog dateert van 21 mei 1940. In loop van die dag maakte een Heinkel-bommenwerper een noodlanding op het oude Duitse vliegveld. De piloot werd door de ter plaatse aanwezige Duitsers overgebracht naar Balegem voor verzorging.

## Wielrennen
In het wielrennen werd het kasseigedeelte van de Lange Munte meermaals opgenomen in het parcours van de Vlaamse voorjaarsklassiekers, waaronder de Omloop Het Nieuwsblad. De Lange Munte ligt ook op het parcours van de Egmont Cycling Race. In 2025 wordt ze opgenomen in de eerste etappe van de Ronde van België. De kasseistrook van de Lange Munte en de Staatsbaan is zo'n 2500 meter lang.